# Чан, Сунь-Юн Элис
Чжан Шэнжу́н (кит. трад. 張聖容, упр. 张圣容, пиньинь Zhāng Shèngróng; род. 24 марта 1948), взявшая в США английское имя Элис (англ. Alice) — китайский и американский математик, лауреат премий. В соответствии с принятой в середине XX века в англоязычных странах системой романизации Уэйда — Джайлза её фамилия и имя записывались латиницей как Chang Sun-yung, поэтому в публикациях на английском языке её обычно пишут как Sun-Yung Alice Chang. Нётеровский чтец (2001).

## Биография
Родилась 24 марта 1948 года в Сиане провинции Шэньси Китайской Республики. После поражения гоминьдановцев в гражданской войне её семья вместе с прочими эвакуировалась на Тайвань, где она в 1970 году получила степень бакалавра в Национальном университете Тайваня. Затем она переехала в США, и в 1974 году получила степень Ph.D. в Калифорнийском университете в Беркли.
В 1989—1991 годах была вице-президентом Американского математического общества.
В 2002 году была пленарным докладчиком Международного конгресса математиков.
В 2017 году стала одним из персонажей документального фильма «Girls who fell in love with Mat».

## Награды
- Премия Рут Саттер[англ.] Американского математического общества (1995)

## Членство в научных обществах
- Член Американской академии искусств и наук (2008)
- Член Национальной академии наук США (2009)[3][4]
- Член Academia Sinica[англ.] (2012)